# Ariel (anděl)

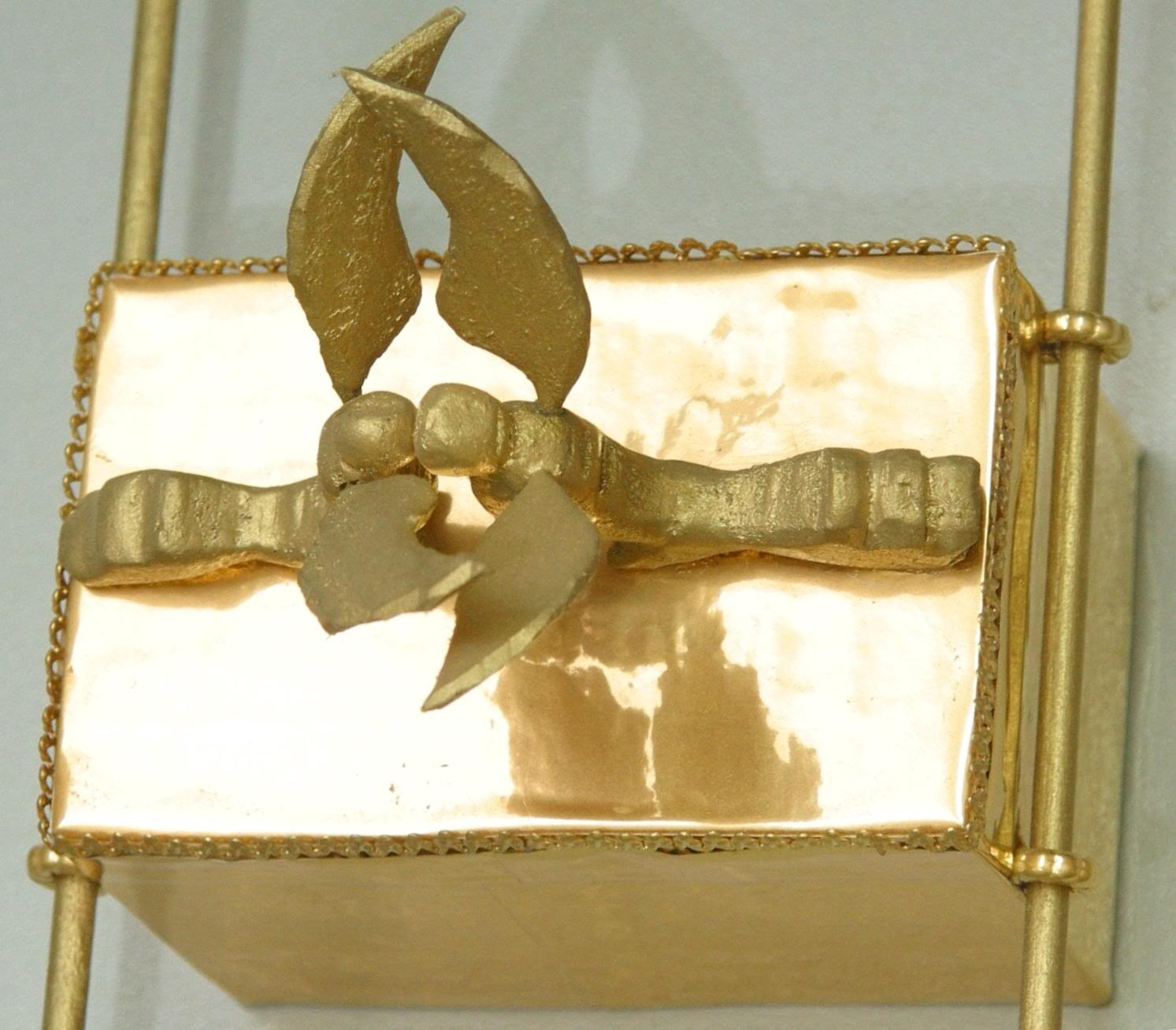
Cherubové nad víkem Slitovnice. Mohli jimi být archandělé Ariel a Michael, patroni židovského národa, autor: Michael Osnis

Ariel, Ari-el (hebrejsky מגן ארון הקודש Štít svaté archy také אריה Lev nebo חרבו של לוי Meč Léviho) je pravděpodobně druhý nejvyšší anděl judaismu hned po Raguelovi. Byl zřejmě Cherubem spolu s archandělem Michaelem, stojícím nad Schránou úmluvy, mezi Bohem a lidem Izraele; jeho atributy jsou meč a lví tvář. Není křesťanským andělem a náleží k tradicím židovství.

## Judaismus
V Písmu existuje několik zmínek o stejném názvu Ariel. Některé popisy anděla vysvětlují jeho spojitost s Biblí, když spojují název města se jménem tohoto anděla. V knize proroka Izajáše 29,1 se však dočítáme přesně: Běda Arielu, Arielu, městečku, kde tábořil David!
Podle výkladového aparátu Jeruzalémské bible ... tento výrok pochází z období před obležením Jeruzaléma v roce 701. Symbolické jméno Ariel, které znamená Jeruzalém, zde a v 33 7 (po konjektuře), se vykládá různě. Nejčastěji se klade do spojitosti se jménem har'el nebo ari'el, jímž Ezechiel nazývá vrchní část oltáře, ohniště, kde se spalovaly oběti: to by vyjadřovalo posvátný charakter města. Tento výklad potvrzuje snad též konec verše 1, který odkazuje na pravidelnou bohoslužbu v jeruzalémském Chrámě.
Také ve verši 29, 2 a 3:
A musím Ariel stísnit a nastane truchlení a nářek, a stane se mi Božím oltářním ohništěm. A musím se proti tobě utábořit ze všech stran a musím tě oblehnout palisádou a vyzdvihnout proti tobě obléhací valy, přičemž k témuž jako Jeruzalémská bible uvádí komentář jiného překladu shodně k verši 29,1: možná znamená Boží oltářní ohniště; nebo "Boží Lev", vztahuje se na Jeruzalém.
Ariel je také opírán o knihu Ezra v souboru knih Písma sv. Starého zákona 8,16:
Spěšně jsem tedy vypravil Eliezera, Ariela, Šemaju, Elnatana, Jariba, Elnatana, Natana, Zekarju a Mešulama, rozvážné muže, a poslal je k předákovi obce Kasifje Idovi.
Spojovat však jméno jednoho z jmenovaných mužů, podle jiného překladu učitelů, se jménem anděla ve výčtu těchto osob, nelze. Jistý náznak v souvislosti se jménem anděla Ariela opět deklaruje anglická verze otevřené encyklopedie wikipedie, je ve 2. knize Samuelově 23,20:
Udatný muž, Jehojadův syn Benajahu, nešetřil hrdinskými činy; pocházel z Kabseelu; to on porazil dva hrdiny z Moabu a to on jednou, když sněžilo, slezl do cisterny a ubil tam lva. Zabil také jednoho Egypťana vysoké postavy.
Ve výkladovém aparátu Jeruzalémské bible je doznávána nejistota v posouzení, doslova: nejistý smysl (u slova "hrdiny"). V řečtině stojí: oba syny Arielovy. Nejistota však zaniká po zvážení původu těchto hrdinů, pocházeli-li z Moabu, jak uvádí Písmo. Se vztahem k andělu Arielovi tudíž nemůže být dána spojitost, protože Moabci nebyli Izraelité, byť jejich dávný původ pocházel stejně jako u Amonitů z dcer Lotových. Anděl však neměl syny, protože nepatřil k andělům plodícím s lidskými dcerami, podle 1. Mojžíšovy 6,2. Jak následně z 1. Mojžíšovy 6,4 vyplývá, nebyli potomky andělů Moabité, ale Nefilim. Řecký překlad zmiňující jméno Ariel nemůže být rozhodující k použití "nejistoty" názoru ani proto, že se zmíněná pasáž Písma, týkající se jména Ariela, v hebrejském původním textu v dotčené části vůbec nenachází. Totéž se týká 1. Paralipomenon 11,22, což je také poslední zmínka Písma, na niž je v řadě odkazováno ke jménu Ariel. Ezechielovo proroctví již vysvětlila Jeruzalémská bible v komentáři.

## Kabala
Pokud se týče názoru německého polyhistora, teologa a okultního spisovatele Heinricha Cornelia Agrippy von Nettesheim, že Ariel je jméno anděla a démona, uctívaného v Ariopolis v podobě modly se lví hlavou, jedná se zřejmě o zmínku o Areopoli starověké Lakónie, na východní straně Messenského zálivu a osada se nazývala Oitylo, zmiňuje se o něm už Homér v Katalogu (seznamu) lodí v Iliadě, svazek II./585. Nynější název znamená starořeckého boha války Area, a rovnalo by se Arielu. Pravděpodobně se již před rokem 1912, kdy vešel v platnost název Areopoli městu říkalo Areovo, a boha války zahrnoval panteon starověkých Řeků.

## Kabala židovská
Židé se o andělech vesměs zmiňují jen bez jejich jmen. Pojmenovali však místo, kde andělé bydlí, Jecira, ... kde se oděv nerozpadá a potrava neroste ze země, nýbrž padá z nebe. Zatímco světu Asija vládne obchodování a plození, chtíč a  chuť k jídlu, v tomto světě není místa pro trhy ani pro sex, ba ani pro rození a umírání. Toto je rozsáhlá pustina Jecira, místo, kde se obnovují duše. V tomto světě není slyšet dusot koní v písku, ale burácení nad horami, hlasy strašlivých andělů.
Podle židovské víry nejvyšší anděl představuje sám sebe Bohem. Obloha se vyjasnila. Anděl sestoupil dolů s Desaterem, které začínalo slovy: Anoch JHVH, já jsem Ehje. Já jsem Hospodin, tvůj Bůh. A tak ani kniha mrtvých nevydává svědectví o jménu anděla, a každé je odvozeno od vlastnosti připisované samému Bohu. Na Chorebu plál strašlivý Oheň; a  spaloval okolí hory. Anděl, jenž sestoupil a představil se Mojžíšovi jménem Božím, byl tedy patrně Ariel, jehož jméno také znamená oheň oltáře. Obličej lva ukazuje na děsivý zjev tohoto anděla, jenž jako každý cherub nosí čtyři tváře, jedna z nich je lví a říká o něm, že je Cherubem planoucím, ze syrštiny Kerubim, ohnivý. Sbor nejvyšších andělů sestává ze strašlivých andělů, jež provází cherubínská moc: Raguela, Ariela, Haniela, Chamuela, Jeremiela, Rafaela a Gabriela, těch sedm z patnácti, předstupujících před Slávu Boha Izraele. Oni ční nade všemi dalšími, jichž jsou desetitisíce desetitisíců.
Kabalistická esoterika řadí Ariela velmi vysoko nad jakékoli anděly, z čehož lze soudit, že právě on je druhým nejvyšším archandělem andělského světa. Pouze Raguel, jenž je Přítelem Boha, je proto vyšším, než kterýkoli anděl náboženských dějin.

## Teologie
Ariel, jakožto nositel ohnivého vichru byl na počátku věků podoben Cherubovi, nesoucímu světlo všem stvořeným sférám světů, známému dnes pod názvem Satan.
Písmo svaté o něm říká:
Býval jsi vzorem dokonalosti, plný moudrosti, divukrásný, býval jsi v Edenu, v Boží zahradě. Všemožné drahokamy byly tvým pláštěm: sardonyx, topas, diamant, chryzolit, onyx, jaspis, safír, karbunkl, smaragd, ze zlata byly zhotoveny tvé přívěsky a ozdoby, všechno to bylo připraveno v den, kdy jsi byl stvořen. Z tebe jsem udělal cheruba ochránce s rozpjatými křídly, byl jsi na svaté Boží hoře, kráčel jsi uprostřed žhavých uhlíků.
Dosvědčuje, že někteří andělé byli povýšeni na nejvyšší bytosti, Cheruby. Bůh však rozhodl, že takové postavení není trvalé, pokud se anděl zpronevěří.
Protože tvé srdce zpychlo, řekl jsi: Jsem bůh, bydlím v božském příbytku, v srdci moře. Kvůli tvé kráse ti zpychlo srdce, kvůli své skvělosti jsi pokazil svou moudrost.Svrhl jsem tě z Boží hory a zahubil jsem tě, cherube ochránce, zprostřed uhlíků. Shodil jsem tě na zem...
Jeruzalémská bible vysvětluje dotyčný úsek takto:
... tyto verše se podle všeho inspirují nejen biblickými vzpomínkami na pozemský ráj, ale též různými prvky orientální mytologie: hora bohů, lokalizovaná na daleký sever, srv. Žl 48 2; Iz 14 13, narážka na cherubína, strážce Edenu, srv. Gn 3 24, a na rozžhavené uhlíky, Ez 10 2, pád a zmar, v. 16. Ale některé podrobnosti pro nás zůstávají nejasné.
Tento důvod utajování jmen je tím, pro který Židé nevyslovují jména andělů a prakticky tak neexistují spisy s jejich jmenným výčtem. Ariel a Lucifer byli nejvyššími anděly nad posláním Tóry, jejich společným jmenovatelem byl oheň. V Písmu není konkrétní časování událostí, z nichž bychom mohli dovodit, zda byl Lucifer Cherubem, jenž vykonával konkrétní akty znamenající vývoj judaismu, ale podle všeho - viz doba Ezechielova po době Mojžíšově - naznačuje jeho poslání, popsané Ezechielem, že v době zjevování Zákona byl ještě Cherubem. Pravděpodobně tak zjevení Tóry provázelo společenství více archandělů, především Ariela, nepochybně Raguela, ničitele světa světel (viz Kniha Enochova 20,5 + Zjevení Janovo 16,8)  a Lucifera.
Po svržení tohoto Cheruba pak během vývoje dějin Bůh zaměřil svou pozornost na Mojžíšův zákon tak, aby podíl Lucifera na vnesení Tóry do lidského společenství byl změněn, odtud posléze plynou proroctví o Mesiáši, Synu člověka, a následné události hovořící o jeho pokušení na poušti právě tímto bývalým Cherubem, odmítnuvším ztratit svou spolupráci s anděly. Satanovi bylo zřejmě zaslíbeno zničení světa, jež převzal Raguel, s úkolem zničit slunce v době apokalypsy, přičemž Ariel převzal dřívější úlohu Lucifera a stal se Cherubem nad vírou lidí. A archandělé Gabriel a Michael, knížata patnácti nejvyšších, bojovali se Satanem ve velkém úsilí (Daniel 10,13), v době, kdy byl již ochráncem Persie.
Výkladový aparát Jeruzalémské bible:
Jahvův anděl, který se v Zach 3 1 - 2 staví proti Satanovi, dostává v Jud 9 jméno Michael ("Kdo je jako Bůh?"); starost o potlačení zlého ducha přenechává Bohu. Týž boj je vylíčen ve Zj 12 7-12. Michael je ochranný anděl Božího lidu (v. 21 a 12), srv. Ex 23 20. Perský kníže vystupuje jako jeden z andělů chránících národy, které jsou nepřátelské vůči Izraeli. Toto tajemné střetnutí mezi anděly zdůrazňuje, že osud národů zůstává, dokud se Bůh nerozhodne jej zjevit, i pro anděly tajemstvím.
Křesťanské církve, především katolická, vycházejí však od tohoto znění Písma k dogmatu o archandělu Michaelovi, jehož postavení v nebi odvozují z několika útržků Písma, bez ohledu na dění skryté pod rouškou tajemství, odehrávajícím se v andělské hierarchii. Opomíjejí tak osudně fakt, že Michael zůstává andělem bojujícím se Satanem spolu s Gabrielem, jemuž pomáhá, a který je hlavním odpůrcem Satana (knížete Persie). Zrovna tak pro nedostatek vidění proroka Daniela nelze specifikovat další úlohy archandělů Raguela a Ariela, vyšších andělů hierarchie.
Podle všech logik, určujících dovození pravděpodobného osudu archandělů po svržení Lucifera z nebe, je tudíž Ariel tím, kdo převzal všechna privilegia Cheruba Lucifera. Stal se patronem Izraele spolu s Raguelem, Michaelem a Gabrielem. Zcela objektivně je však nutné uvést, že spolehlivou jistotu o tom, že Ariel je Cherubem, máme, avšak u dalších andělů patnácti nejvyšších (s výjimkou Cheruba Chamuela) si tím úplně jisti být nemůžeme.